# Angels Toruń
Gli Angels Toruń sono una società polacca di football americano maschile di Toruń. Fondata nel 2011, milita in PFL9.

## Storia
La squadra è stata fondata il 24 novembre 2011. Il nome della squadra deriva dallo stemma di Toruń, che comprende un angelo. Toruń è talvolta chiamata la Città degli Angeli. Il 15 febbraio 2013 hanno registrato il primo Harlem Shake dello sport polacco.

## Dettaglio stagioni

### Campionato

#### LFA1
Questi tornei - pur essendo del massimo livello della loro federazione - non sono considerati ufficiali in quanto organizzati da una federazione "rivale" rispetto a quella ufficialmente riconosciuta dagli organismi nazionali e internazionali.
| Stagione | regular season | regular season | regular season | regular season | regular season | regular season | playoff | playoff | playoff | playoff | playoff | playoff   | playoff    |
|          | Vin            | Par            | Per            | Tot            | PF             | PS             | Vin     | Per     | Tot     | PF      | PS      | risultato | avversaria |
| -------- | -------------- | -------------- | -------------- | -------------- | -------------- | -------------- | ------- | ------- | ------- | ------- | ------- | --------- | ---------- |
| 2018     | 0              | 0              | 8              | 8              | 84             | 262            | -       | -       | -       | -       | -       | -         | -          |
| Totale   | 0              | 0              | 8              | 8              | 84             | 262            | -       | -       | -       | -       | -       |           |            |

Fonti: Enciclopedia del Football - A cura di Roberto Mezzetti

#### PLFA I (secondo livello)
| Stagione | regular season | regular season | regular season | regular season | regular season | regular season | playoff | playoff | playoff | playoff | playoff | playoff   | playoff    |
|          | Vin            | Par            | Per            | Tot            | PF             | PS             | Vin     | Per     | Tot     | PF      | PS      | risultato | avversaria |
| -------- | -------------- | -------------- | -------------- | -------------- | -------------- | -------------- | ------- | ------- | ------- | ------- | ------- | --------- | ---------- |
| 2015     | 1              | 0              | 7              | 8              | 63             | 232            | -       | -       | -       | -       | -       | -         | -          |
| Totale   | 1              | 0              | 7              | 8              | 63             | 232            | -       | -       | -       | -       | -       |           |            |

Fonti: Enciclopedia del Football - A cura di Roberto Mezzetti

#### LFA2
Questi tornei non sono considerati ufficiali in quanto organizzati da una federazione "rivale" rispetto a quella ufficialmente riconosciuta dagli organismi nazionali e internazionali.
| Stagione | regular season | regular season | regular season | regular season | regular season | regular season | playoff | playoff | playoff | playoff | playoff | playoff   | playoff    |
|          | Vin            | Par            | Per            | Tot            | PF             | PS             | Vin     | Per     | Tot     | PF      | PS      | risultato | avversaria |
| -------- | -------------- | -------------- | -------------- | -------------- | -------------- | -------------- | ------- | ------- | ------- | ------- | ------- | --------- | ---------- |
| 2019     | 4              | 0              | 4              | 8              | 181            | 148            | -       | -       | -       | -       | -       | -         | -          |
| Totale   | 4              | 0              | 4              | 8              | 181            | 148            | -       | -       | -       | -       | -       |           |            |

Fonti: Enciclopedia del Football - A cura di Roberto Mezzetti

#### PLFA II (terzo livello)
| Stagione | regular season | regular season | regular season | regular season | regular season | regular season | playoff | playoff | playoff | playoff | playoff | playoff    | playoff        |
|          | Vin            | Par            | Per            | Tot            | PF             | PS             | Vin     | Per     | Tot     | PF      | PS      | risultato  | avversaria     |
| -------- | -------------- | -------------- | -------------- | -------------- | -------------- | -------------- | ------- | ------- | ------- | ------- | ------- | ---------- | -------------- |
| 2012     | 2              | 0              | 4              | 6              | 74             | 127            | -       | -       | -       | -       | -       | -          | -              |
| 2013     | 4              | 0              | 2              | 6              | 163            | 95             | -       | -       | -       | -       | -       | -          | -              |
| 2014     | 5              | 0              | 1              | 6              | 172            | 119            | 1       | 1       | 2       | 41      | 47      | Semifinale | Seahawks Sopot |
| 2016     | 3              | 0              | 3              | 6              | 98             | 112            | -       | -       | -       | -       | -       | -          | -              |
| 2017     | 3              | 0              | 3              | 6              | 120            | 164            | -       | -       | -       | -       | -       | -          | -              |
| Totale   | 17             | 0              | 13             | 30             | 627            | 617            | 1       | 1       | 2       | 41      | 47      |            |                |

Fonti: Enciclopedia del Football - A cura di Roberto Mezzetti

##### LFA9/PFL9
| Stagione | regular season | regular season | regular season | regular season | regular season | regular season | playoff | playoff | playoff | playoff | playoff | playoff    | playoff      |
|          | Vin            | Par            | Per            | Tot            | PF             | PS             | Vin     | Per     | Tot     | PF      | PS      | risultato  | avversaria   |
| -------- | -------------- | -------------- | -------------- | -------------- | -------------- | -------------- | ------- | ------- | ------- | ------- | ------- | ---------- | ------------ |
| 2020     | 1              | 0              | 5              | 6              | 62             | 176            | -       | -       | -       | -       | -       | -          | -            |
| 2021     | 3              | 0              | 1              | 4              | 114            | 48             | 1       | 1       | 2       | 48      | 58      | Semifinale | Bielawa Owls |
| Totale   | 4              | 0              | 6              | 10             | 176            | 224            | 1       | 1       | 2       | 48      | 58      |            |              |

Fonti: Enciclopedia del Football - A cura di Roberto Mezzetti

### Campionati giovanili

#### PLFAJ-11
| Stagione | regular season | regular season | regular season | regular season | regular season | regular season | playoff | playoff | playoff | playoff | playoff | playoff   | playoff    |
|          | Vin            | Par            | Per            | Tot            | PF             | PS             | Vin     | Per     | Tot     | PF      | PS      | risultato | avversaria |
| -------- | -------------- | -------------- | -------------- | -------------- | -------------- | -------------- | ------- | ------- | ------- | ------- | ------- | --------- | ---------- |
| 2015     | 1              | 0              | 1              | 2              | 26             | 30             | -       | -       | -       | -       | -       | -         | -          |
| 2017     | 3              | 0              | 1              | 4              | 102            | 27             | -       | -       | -       | -       | -       | -         | -          |
| Totale   | 4              | 0              | 2              | 6              | 128            | 57             | -       | -       | -       | -       | -       |           |            |

Fonti: Enciclopedia del Football - A cura di Roberto Mezzetti

#### PLFAJ/PLFAJ-8
| Stagione | regular season | regular season | regular season | regular season | regular season | regular season | playoff | playoff | playoff | playoff | playoff | playoff      | playoff          |
|          | Vin            | Par            | Per            | Tot            | PF             | PS             | Vin     | Per     | Tot     | PF      | PS      | risultato    | avversaria       |
| -------- | -------------- | -------------- | -------------- | -------------- | -------------- | -------------- | ------- | ------- | ------- | ------- | ------- | ------------ | ---------------- |
| 2013     | 2              | 0              | 2              | 4              | 85             | 64             | 0       | 3       | 3       | 12      | 90      | Ottavo posto | Patrioci Poznań  |
| 2014     | 4              | 0              | 0              | 4              | 131            | 22             | 2       | 1       | 3       | 52      | 44      | Quinto posto | Bielawa Owls     |
| 2015     | 2              | 0              | 2              | 4              | 106            | 50             | 1       | 2       | 3       | 56      | 59      | Sesto posto  | Patrioci Poznań  |
| 2016     | 3              | 0              | 1              | 4              | 92             | 48             | 3       | 1       | 4       | 100     | 67      | Terzo posto  | Panthers Wrocław |
| 2017     | 1              | 2              | 1              | 4              | 52             | 76             | -       | -       | -       | -       | -       | -            | -                |
| Totale   | 12             | 2              | 6              | 20             | 466            | 260            | 6       | 7       | 13      | 220     | 260     |              |                  |

Fonti: Enciclopedia del Football - A cura di Roberto Mezzetti

### Riepilogo fasi finali disputate
| Anno              | Luogo     | Evento  | Fase del torneo      | Incontro                        | Risultato |
| 29 settembre 2013 | Bielawa   | PLFAJ   | Finale 7º - 8º posto | Angels Toruń - Patrioci Poznań  | 6 - 28    |
| 5 ottobre 2014    | Sopot     | PLFA II | Semifinale           | Seahawks Sopot - Angels Toruń   | 33 - 18   |
| 12 ottobre 2014   | Breslavia | PLFAJ   | Finale 5º - 6º posto | Angels Toruń - Bielawa Owls     | 20 - 8    |
| 21 giugno 2015    | Poznań    | PLFAJ-8 | Finale 5º - 6º posto | Angels Toruń - Patrioci Poznań  | 14 - 20   |
| 5 novembre 2016   | Bielawa   | PLFAJ   | Finale 3º - 4º posto | Angels Toruń - Panthers Wrocław | 26 - 14   |
| 31 ottobre 2021   |           | PFL9    | Semifinale           | Bielawa Owls - Angels Toruń     | 26 - 14   |

## Giocatori internazionali
<-- dati incerti, non è chiaro da dove siano state prese queste informazioni. -->
- Maxwell Germain- 2012 da University of Michigan [senza fonte]
- Malcolm Garrett- 2012 da LA (London Area) Panthers (Capital League) [senza fonte]
- Mathieu Cadoux- 2012 da Frelons de Morlaix (Division Régionale)
- Mathieu Cadoux- 2013 a Argonautes d'Aix-en-Provence (Casque d'or- Division 2)
- Łukasz Melerski- 2013 a Saarland Hurricanes (GFL) [senza fonte]
- Bill Moore- 2014 da Wernigerode Mountain Tigers [senza fonte]